# Harmyra
Harmyra är numera en öde by i Utomälven, Hedesunda socken i Gävle kommun. Byn är granne med Harbäck. Byarna kan ha haft 10 års skattefrihet från år 1673, eftersom de blev skattehemman år 1683. Bonden det året i Harmyra hette Anders Persson enligt Hedesunda släktbok.